# Jeannette van Zutphen
Jeannette van Zutphen (Utrecht, 10 december 1949 – aldaar, 25 april 2005) was een Nederlandse zangeres. Zij werd vanwege haar achtergrond in de bloemen het zingende bloemenmeisje (My Fair Lady) genoemd.

## Loopbaan
Haar hele familie was werkzaam in de bloemen. Ook Van Zutphens vader had een bloemenzaak. Haar opa was de café-chantantzanger en humorist Karel van Zutphen. Vanaf jonge leeftijd wilde zij zangeres worden en bleek ze talent te hebben. In 1962 won Van Zutphen de eerste prijs in het programma De Oprechte Amateur en in 1965 brak ze op vijftienjarige leeftijd door tijdens de Marcel Talentenjacht in Amsterdam, waar zij won met het liedje 'Mijn moeder is jarig vandaag'. Dit was tevens haar eerste single. In augustus van datzelfde jaar deed zij mee aan het AVRO-programma Nieuwe Oogst, waar ze de wisseltrofee won met het liedje 'Ik heb een wonder gezien'.
Van Zutphen kreeg een contract bij N.V. Phonogram en nam onder het label Decca een aantal singles op. Een groot succes werd de cover van het bekende Beatles-nummer 'Michelle'. Jeannette zong hierin over 'Michel'. In die tijd was Van Zutphen een tienerzangeres - ook wel een Beatmeisje genoemd.
Van Zutphen trad op in onder andere de Willeke en Willy Alberti-shows, De Corry Brokkenshows en het programma Het Gulden Schot van Lou van Burg, alsook in programma's voor Radio Nederland Wereldomroep, zoals het programma Thuis aan boord. Ook trad zij veel op in de Gert en Hermien Timmerman shows met optredens door heel Nederland. Begin jaren 70 stond Van Zutphen onder contract bij CNR en nam zij daar 'Elke dag' op - een van haar favoriete nummers.
In 1974 maakte zij nog een aantal platen bij Telstar, de maatschappij van Johnny Hoes, waarna nog enkele successen volgden zoals 'Wie weet waar ik hem kan vinden' en 'Mijn hart is als een bloementuin'. Daarna werd het wat stiller rondom Van Zutphen en ze besloot in 1976 een punt achter haar zangcarrière te zetten.
Jeannette van Zutphen stierf in 2005 op 55-jarige leeftijd.

## Discografie
- 1965: M'n moeder is jarig - Decca AT 10130
  1. M'n moeder is jarig
  2. Laat ons vrienden zijn
- 1965: Ik heb 'n wonder gezien - Decca AT 10167
  1. Ik heb 'n wonder gezien
  2. Kijk naar de sterren
- 1966: Michel - Decca AT 10190
  1. Michel (Michelle)
  2. Stoplicht-idylle
- 1966: Je naam uit mijn hart - Decca AT 10217
  1. Je naam uit mijn hart
  2. Blauw, blauw, blauw
- 1967: Cupidootje - Decca AT 10254
  1. Cupidootje
  2. Waarom kan ik jou niet vergeten
- 1968: Lugano - Decca AT 10300
  1. Lugano
  2. Hopla
- 1968: Ik weet waarom - Decca AT 10334
  1. Ik weet waarom
  2. Nee zei m'n vader, ja zei mama
- 1970: Elke dag - CNR 141.108
  1. Elke dag
  2. De laatste dag (Vreemdeling)
- 1971: Alexander - CNR - 141.142
  1. Alexander
  2. Bruidsklokken
- 1973: Very good, c'est si bon - CNR - 141.219
  1. Very good, c'est si bon
  2. Kom terug
- 1974: Wie weet waar ik hem kan vinden - Telstar TS 1998
  1. Wie weet waar ik hem kan vinden
  2. Bonjour mon amour
- 1974: M'n hart is als een bloementuin - Telstar TS 2044
  1. M'n hart is als een bloementuin
  2. Zeg hem toch niet dat ik...
- 1975: Een leven zonder jou - Telstar TS 2186
  1. Een leven zonder jou
  2. Ja en dan
- 1971: De leukste liedjes uit Oebele – CNR – 544.322
  - B2. De poort van Oebele
  - B4. Oe van Oebele
- 1971: 16 Toppers deel 2 – CNR – 241.360
  - A7. Waarheen, waarvoor
- 2024: Ik weet waarom - Prent Music PR.VINYL.032 
  1. Ik weet waarom
  2. Nee zei m'n vader, ja zei mama